# Brug 636
Brug 636 is een vaste brug in Amsterdam Nieuw-West.
De brug overspant de Albardagracht en is gelegen in het Kruisherenpad, een pad dat genoemd is naar een voormalig klooster hier in de buurt. De brug is gelegen tussen de brug 635 en brug 637, maar vooralsnog is onduidelijk of deze brug gelijktijdig is aangelegd. De oude bebouwing dateert vanuit het eind van de jaren vijftig. Destijds werd er al rekening gehouden met de aanleg van de Abraham Kuyperlaan. Deze lag op een dijklichaam tussen het Lambertus Zijlplein en de Haarlemmerweg. Aan de snelweg werd vanaf 1962 gewerkt, ze zou alleen ongelijkvloerse kruisingen krijgen, waaronder een over de kade van Albardagracht. Dat viaduct werd ook rondom die tijd opgeleverd, maar de snelweg werd niet afgebouwd. Een probleem daarbij was onder meer een steeds uitdijende Haarlemmerweg. Het relatief grote viaduct over de kade van Albardagracht lag er jarenlang ongebruikt bij, toen de gemeente begin jaren tachtig een doorbraak wilde van Slotermeer/Geuzenveld via de Australiëhavenweg naar de Australiëhaven. De geplande overige viaducten werden toen alsnog gebouwd met een enorm viaduct over de Haarlemmerweg. Als ventweggetje ten westen van de Abraham Kuyperlaan kwam het Kruisherenpad. Ook dit pad moest de Albardagracht kruisen, maar op een foto uit 1982 is ter plaatse geen brug te zien. Vermoedelijk stroomde de Albardagracht hier via een duiker onder de Abraham Kuyperlaan en het Kruisherenpad.   
De Abraham Kuyperlaan hier was geen lang leven beschoren. Amsterdam had ruimte nodig voor woningbouw. De weg werd buiten gebruik gesteld; het kunstmatig aangelegde dijklichaam werd afgegraven. De Albardagracht werd toen ook doorgegraven met ter hoogte van het voormalige dijklichaam een zijhaventje. In het begin van de jaren nul van de 21e eeuw kwamen vervolgens twee identieke bruggen. Een verkeersbrug kwam er in de Sam van Houtenstraat over de zijhaven en er kwam een voet/fietsbrug in het Kruisherenpad over de Albardagracht. 
Beide bruggen zijn uitgevoerd in beton, liggen op twee in het water staande brugpijlers annex jukken. De brugleuningen zijn uitgevoerd in metaal met een grijze kleur. Ze kregen een behoorlijke welving mee. Een jaar na de oplevering werd al geconstateerd dat de bruggen moeilijkheden opleverden voor mensen die slecht ter been zijn, rolstoelgebruikers; ook mensen die kinderwagens voortduwen hebben moeite met de bruggen. Het zuidelijk landhoofd van brug 636 is gelegen op een op maaiveldhoogte gelegen dijkje in de zijhaven van de Albardagracht. 
<<< · 600 · 601 · 602 · 603 · 604 · 605 · 606 · 607 · 608 · 609 · 610 · 611 · 612 · 613 · 614 · 615 · 616 · 617 · 618 · 619 · 620 · 621 · 622 · 623 · 624 · 626 · 627 · 628 · 629 · 630 · 631 · 632 · 633 · 634 · 635 · 636 · 637 · 638 · 639 · 643 · 651 · 652 · 653 · 655 · 656 · 657 · 658 · 659 · 660 · 661 · 662 · 663 · 664 · 665 · 666 · 667 · 668 · 669 · 670 · 671 · 673 · 674 · 675 · 676 · 677 · 678 · 679 · 681 · 682 · 683 · 684 · 685 · 687 · 688 · 689 · 690 · 691 · 692 · 695 · 696 · 699 · >>>
Verdwenen brugnummers: 625 (afgebroken brug Sam van Houtenstraat), 640, 644, 645, 646, 647, 648, 650, 672 (duiker Cornelis Lelylaan, Rembrandtpark), 694, 698.
Nooit gebouwd: 649, 680 (nooit gebouwde brug Sloterplas).
Brugnummers 641, 642, 654, 686, 693, 694 en 697 zijn onbekend.